# Miguel Mir (tenista)
Miguel Mir Rodon (Barcelona, España, 18 de abril de 1956) es un extenista profesional de España.

## Carrera profesional
Mir hizo su primera aparición en un Grand Slam en el Torneo de Roland Garros 1975, donde fue derrotado en la primera ronda por Roger Taylor. No regresó al torneo hasta 1980, cuando nuevamente fue eliminado en primera ronda por Brian Gottfried. Un mes después, jugó en el Campeonato de Wimbledon 1980 y perdió ante Steve Krulevitz en la primera ronda. Su último intento de registrar una victoria llegó en el Torneo de Roland Garros 1981, pero fue derrotado una vez más, esta vez por Billy Martin. Sin embargo, llegó a la segunda ronda de dobles, con su compañero José López-Maeso. La pareja ganó a Jimmy Arias y Ben Testerman.
El español participó en una eliminatoria de Copa Davis para su país, en 1981, contra Argelia. Se asoció con José López-Maeso en la goma de dobles, para derrotar a la dupla argelina de Yassine Amier y Djamel Boudjemline.